# Martha Gammer
Martha Gammer (* 1947) ist eine österreichische Diplompädagogin, Autorin, Übersetzerin und Heimatforscherin.

## Leben und Wirken
Martha Gammer lebt in St. Georgen an der Gusen und unterrichtete an der dortigen Hauptschule.
Sie führt das örtliche Heimatmuseum und leitete von 1997 bis 2008 den Arbeitskreis für Heimat-, Denkmal- und Geschichtspflege (Heimatpflegeverein) St. Georgen an der Gusen.
Seit 2008 ist sie Obfrau des im Rahmen des Heimatpflegevereins seit 1984 bestehenden und 2008 im Vereinsregister als selbständiger Verein eingetragenen Gedenkdienst-Komitees Konzentrationslager Gusen.
Ihr persönlicher Einsatz für eine von der Aufarbeitung der Geschichte des Konzentrationslagers Mauthausen losgelöste eigenständige Aufarbeitung der Geschichte des Konzentrationslagers Gusen ist u. a. durch eine Reihe von Veröffentlichungen in den St. Georgener Heimatblättern dokumentiert.
2004 half sie gemeinsam mit Rudolf Haunschmied beim Aufbau einer dauerhaften Ausstellung in dem 2004 direkt neben dem Memorial Gusen gebauten Besucherzentrum. Sie wirkte neben weiteren Mitgliedern des Gedenkdienstkomitees an dem 2007 eröffneten Kunstprojekt Audioweg Gusen mit.
In der Frage des weiteren Umgangs mit der unterirdischen Stollenanlage in St. Georgen setzte sie sich 2009 medienwirksam dafür ein, dass wesentliche Teile erhalten bleiben und öffentlich zugänglich gemacht werden, ein Projekt für das mindestens 3 Mio. Euro nötig wären.

## Werke
- Martha Gammer publizierte in den St. Georgener Heimatblättern (GH) u. a. nachfolgend angeführte Artikel:
  - 1987 Alte Hof- und Flurnamen in der Gemeinde St. Georgen
  - 1996 Die Juden im Konzentrationslager Gusen II (Gusen B), Holocaust auf dem Boden der heutigen Republik Österreich
  - 1997 Die Slowenen in Gusen
  - 1997 St. Georgen im Josephinischen Lagebuch 1786
  - 1997 Verzeichnis der Flur und Ortsnamen zwischen 1630 und 1771 in den Kirchenbüchern der Pfarre St. Georgen/Gusen
  - 1998 Zum Ortsbild von St. Georgen an der Gusen um 1830
  - 1998 Tagebuchbericht des Carl Heindl: Die Oberösterreicher im heiligen Jahr im Jahre 1900 (gemeinsam mit Johann Luger)
  - 1998 Der römerzeitliche Standartenaufsatz im Stadtmuseum Steyregg
  - 1998 Die Maria Theresianische Rustikalfassion 1750 bis 1752 in der Pfarre St. Georgen/Gusen. Nach den Aufzeichnungen von Tierarzt Dr. Michael Premstaller
  - 1998 Neuer bronzezeitlicher Fund in Lungitz im Zusammenhang mit bisherigen Bronzefunden
  - 1999 Aus dem Leben des seligen Marcel Callo, Märtyrer von Gusen II, seliggesprochen 1999 (Übersetzung)
  - 1999 Ehemaliges Gasthaus Zur Post, Eckertsberger, Sandgasse
  - 1999 Mauthausen
  - 1999 St. Thomas am Blasenstein
  - 1999 Tod und Begräbnis im Brauchtum des Mühlviertels (nach Julius Aichinger) bzw: Mühlviertler Brauchtum zur Weihnachtszeit (nach Otto Klinger)
  - 1999 Zur Frage der Entschädigung der Zwangsarbeiter
  - 1999 Zusätzliche Sprengung eines Zugangs in der Mögler-Grube 1967
  - 1999 Das Jahr 1809 in der Umgebung von Mauthausen und St. Georgen (nach altem Text von J.N. Faigel aus 1880)
  - 1999 Gidl Anna: Der Februar 1934 in meiner Erinnerung
  - 2000 Das Lager Gusen III in Lungitz
  - 2000 Erinnerungen von Alexander Gotz an Mauthausen, Mai 1945 (Übersetzung)
  - 2000 Der Verfall der Burgen im unteren Mühlviertel
  - 2001 Geschichte der Burgruine Windegg
  - 2001 Heidnisches und Christliches in der Winterzeit
  - 2001 Marterln: Wenn Menschen schweigen, sollen Steine reden
  - 2001 Niedere Gerichtsbarkeit vom spätmittelalter bis 1800
  - 2003 Frühes Christentum in Oberösterreich: Florian, Severin, Lorch
  - 2003 Kirchliche Einteilung der neu kolonisierten Gebiete nach der Völkerwanderung, Mission und Ausweitung des Baiernlandes nach Osten
  - 2003 Oberösterreich in der Zeit nach den Römern
  - 2004 ÖR Johann Hattmannsdorfer, St. Georgener Bürgermeister von 1949 bis 1967
  - 2004 Die Aufgabe der Klöster im Mittelalter: Aus Urwald wird Kulturland
  - 2004 Das Interregnum, die herrscherlose Zeit in Österreich 1246 bis 1278
  - 2004 Der neue Landespatron St. Florian, ermordet am 4. Mai 304 nach Christus in Enns
  - 2004 Die oberösterreichischen Stiftsgründungen des 11. Jahrhunderts
  - 2004 Entstehung und Bedeutung der Hofnamen
  - Dietmar von Aist (urkundlich 1139 bis 1171)
  - 2005 Das Land Oberösterreich sammelt und dokumentiert Rechtsaltertümer
  - 2005 Die Bäcker von St. Georgen und die Geschichte des Brotes
  - 2005 Die Entstehung des Grundbesitzes und der Grundherrschaften
  - 2005 Die Pfarrkirche St. Georgen/Gusen
  - 2005 Severin, Mönch in Ufernorikum
  - 2006 Die Anlage Bergkristall in St. Georgen
  - 2006 Die Produktion der ME 262, des ersten Düsenjägers, serienmäßig mit Häftlingsarbeit erzeugt in der Stollenanlage St. Georgen an der Gusen 1944/45
  - 2006 Das Frankenburger Würfelspiel
  - 2006 Die Häuser von St. Georgen (Fortsetzung)
  - 2006 Feste im Jahreskreis von Lichtmess bis Ostern
  - 2007 Handgranaten-Fischen (gemeinsam mit Franz Burger)

- Im Heimatbuch der Marktgemeinde St. Georgen an der Gusen mit dem Titel 300 Jahre Erweitertes Marktrecht St. Georgen an der Gusen, St. Georgen an der Gusen 1989, hat sie nachstehende Artikel verfasst:
  - Der geheime Salzweg nach Böhmen
  - Das Officium Sancti Georgi des Mittelalters
  - St. Georgen – Ein alter Weberort
  - Die St. Georgener Bauernmöbel im 19. Jahrhundert

- Martha Gammer zeichnet verantwortlich für zeitgeschichtliche Veröffentlichungen in den Medien der Überlebenden-Vereine in Frankreich (Amicale Francaise) und in Polen.

Weitere Publikationen:
- Das Kloster Pulgarn im Zeitalter der Glaubenskämpfe, in: 700 Jahre Kirche zum Hl. Georg in St. Georgen/Gusen, Pfarre St. Georgen/Gusen (Hrsg.), St. Georgen an der Gusen 1988, S. 12–14
- Dr. Johannes Gruber – eine Passion in Gusen, Eine späte Würdigung wurde dem oberösterreichischen Lehrerpriester zuteil, der als Engel von Gusen seinen lebensrettenden Einsatz am Karfreitag 1944 mit grausamem Tod im KZ bezahlte: in CLV, Das Schulblatt, Linz März 2002, S. 6–7
- Das Wissen über das Konzentrationslager Gusen, Der Heimatverein St. Georgen sammelte die Berichte von Zeitzeugen, in: Eurojournal Mühlviertel-Böhmerwald Jahrgang 2, Sonderheft 1, S. 19–23, Linz 1996
- Der Schrecken aller Schrecken, in: Eurojournal Mühlvertel-Böhmerwalt, Jahrgang 2, Sonderheft 1, S. 24–28, Linz 1996

## Auszeichnungen
- Träger des Kulturpreises der Marktgemeinde St. Georgen an der Gusen 1995 (gemeinsam mit Andrea Wahl stellvertretend für die Plattform " 75 Jahre Republik Österreich – Von der Vergangenheit zur Zukunft")
- Silbernes Verdienstzeichen des Landes Oberösterreich (2008)
- Elfriede-Grünberg-Preis (2010)
- Ehrenzeichen in Gold für Leistungen und Verdienste um die Gemeinde Langenstein (2016)
- Zasłużony dla kultury polskiej – Ehrenzeichen für Verdienste um die polnische Kultur (2017)
- Złota Sowa Polonii – Goldene Eule (2019)
- Medal VIRTUS ET FRATERNITAS durch den Präsidenten der Republik Polen, Andrzej Duda (2024)[5]